# Björkegrenska rederiet
Björkegrenska rederiet var ett svenskt rederi i Simrishamn, verksamt mellan 1849 och 1916.
Det grundades av Johan Daniel Björkegren 1849. Sigrid Björkegren tog 1898 över Sveriges då största rederi, Björkegrenska rederiet, efter sin man Johan Daniel Björkegren. Sigrid Björkegren var en uppskattad ledare och då Sveriges enda kvinnliga skeppsredare. Hon lade ned rederiet 1916.
Rederiet hade som mest 89 fartyg. Bland dem barkarna Antoinette, Zaritza samt Elsa som var Sveriges största bark.